# Agalinis neoscotica
Agalinis neoscotica är en snyltrotsväxtart som först beskrevs av Edward Lee Greene, och fick sitt nu gällande namn av Merritt Lyndon Fernald. Agalinis neoscotica ingår i släktet Agalinis och familjen snyltrotsväxter. Inga underarter finns listade i Catalogue of Life.